# Kesugihan (Kalianda)
Kesugihan is een bestuurslaag in het regentschap Lampung Selatan van de provincie Lampung, Indonesië. Kesugihan telt 1443 inwoners (volkstelling 2010).